# Đảo Ernst Thälmann
| [Bản đồ tương tác toàn màn hình]                      |                                                               |
| Đảo Ernst Thälmann, nhìn ra bờ biển phía tây nam Cuba |                                                               |
|                                                       | Biểu đồ hiện đang tạm thời không khả dụng do vấn đề kĩ thuật. |

Đảo Ernst Thälmann (tiếng Đức: Ernst-Thälmann-Insel, tiếng Tây Ban Nha: Cayo Ernesto Thaelmann hay tên cũ là Cayo Blanco del Sur) là một hòn đảo ở Cuba có chiều dài 15 km và rộng 0,5 km nằm ở vịnh Cazones. Hòn đảo được đặt theo tên của nhà lãnh đạo Đảng cộng sản Đức trong thời kỳ Cộng hòa Weimar là Ernst Thälmann. Hòn đảo được nhượng lại cho Đông Đức năm 1972 nhưng khi một tờ báo của Đức cố gắng ghé thăm hòn đảo này sau khi nước Đức tái thống nhất, họ được cho biết sự chuyển giao này chỉ mang tính tượng trưng.
Vì đảo Ernst-Thälmann nằm trong khu vực quân sự, nên người thường không được phép chính thức đi đến đảo.

## Lịch sử

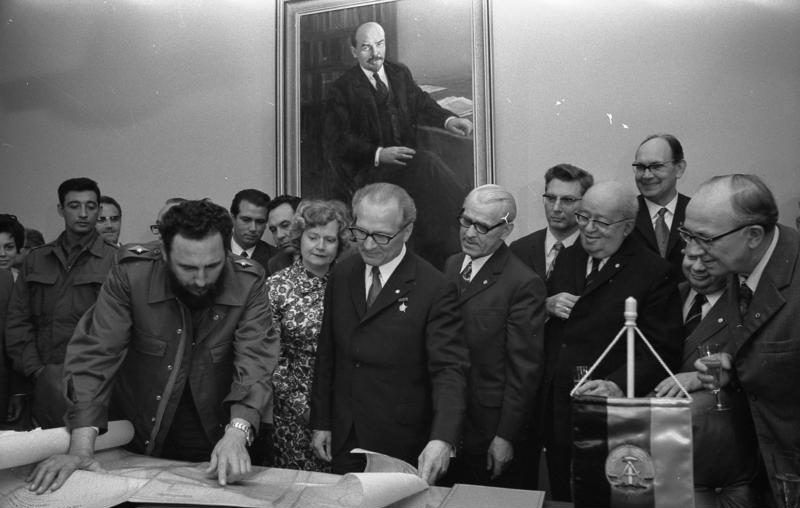
Berlin, 19 tháng 6 năm 1972: Fidel Castro (trái) bàn giao sau khi ký kết thông cáo trên bản đồ Cuba với Erich Honecker (giữa). Bản đồ cho thấy một hòn đảo có tên "Ernst Thälmann" và khu vực bãi biển phía nam có tên "Bãi biển GDR" (Playa RDA).

Cho đến năm 1972, hòn đảo được gọi là Cayo Blanco del Sur. Nhân dịp chuyến thăm cấp Nhà nước của tổng bí thư Đông Đức Erich Honecker vào tháng 6 năm 1972, chủ tịch Fidel Castro đã đổi tên hòn đảo này để vinh danh chính trị gia và nhà hoạt động Cộng sản Đức Ernst Thälmann, lãnh đạo Đảng Cộng sản Đức (KPD) trong thời kỳ Cộng hòa Weimar, người bị cầm tù trong 11 năm trước khi bị xử bắn theo lệnh của Adolf Hitler tại trại tập trung Buchenwald.
Theo một bài báo trên tờ Neues Deutschland ngày 20 tháng 6 năm 1972, nhà lãnh đạo Cuba đã tuyên bố đổi tên hòn đảo, một trong những bãi biển trên đảo cũng được đổi thành "República Democrática Alemana" ("Bãi biển Cộng hòa Dân chủ Đức", tiếng Đức: " DDR-Strand"). Bản tin truyền hình Nhà nước Đông Đức Aktuelle Kamera, đã tường thuật về buổi lễ và công bố bức tượng bán thân của Ernst Thälmann vào ngày 18 tháng 8 năm 1972 trước sự chứng kiến của đại sứ và một số đại biểu Đông Đức cùng khoảng 100 đại diện Cuba.
Vào tháng 3 năm 1975, chính phủ Đông Đức đã gửi ca sĩ Frank Schöbel đến Cuba để thực hiện một số video âm nhạc, cùng một số cảnh quay trên đảo đã được ghi lại, sau đó được đưa vào một bộ phim tài liệu nhấn mạnh hòn đảo là biểu tượng của tình hữu nghị giữa Cộng hòa Dân chủ Đức và Cuba.
Năm 1998, bão Mitch đánh sập bức tượng Ernst Thälmann trên đảo.

### Hiện nay
Theo Bộ Ngoại giao Đức và Đại sứ quán Cuba ở Đức, việc đổi tên chỉ mang ý nghĩa tượng trưng chứ hòn đảo không bao giờ được Cuba chuyển sở hữu sang cho Đức dù trước hay là sau ngày thống nhất 3 tháng 10 năm 1990.